# Eduardo Limón
Eduardo Limón (Ciudad de México, 19 de mayo de 1969) es un escritor, periodista y divulgador mexicano. Se especializa en el sector cultural.

## Trayectoria
Como periodista, Limón fue fundador de la revista Emeequis y de "La revista" del periódico El Universal. Ha colaborado en los medios Animal Político, Revista de la Universidad de México, Soho, Excélsior, La mosca en la pared, la edición latina de Le Monde Diplomatique y El nacional. Es conductor del programa "Inspiria" en Ibero 90.9, de las cápsulas "El ritual de los días" en TV UNAM y del programa "Triángulo de letras" en Canal 22. 

## Obra
- Historias verdes, conversaciones sobre la marihuana (Ediciones B, 2018)
- 1968: el año que transformó al mundo (Planeta, 2018)

## Premios y reconocimientos
- Premio Nacional de Locución 2011 por su actividad en W Radio.
- Premio Iberoamericano de Cuento Ventosa y Arrufat y Fundación Elena Poniatowska Amor, segunda edición, 2022